# Il cantico dei cantici
Il cantico dei cantici (The Song of Songs) è un film drammatico del 1933 diretto da Rouben Mamoulian e interpretato da Marlene Dietrich e Brian Aherne.
Il romanzo Das Hohe Lied del 1908 di Hermann Sudermann, era stato adattato per il teatro da Edward Sheldon. Il lavoro di Sheldon aveva debuttato a Broadway, all'Eltinge 42nd Street Theatre il 22 dicembre 1914 restando in cartellone per 191 rappresentazioni.
Il lavoro era già stato portato sullo schermo in due film muti: la prima versione cinematografica era stata nel 1918 The Song of Songs di Joseph Kaufman; la seconda, aveva preso il titolo di Lily of the Dust. Diretto da Dimitri Buchowetzki, la pellicola del 1924 aveva come protagonisti Pola Negri e Ben Lyon.

## Trama
Lily è una contadina, la quale si reca a Berlino a lavorare nella libreria della vecchia zia, Mrs. Rasmussen.
Costretta a sottostare alle rigide regole della donna, la ragazza trova un po' di sollievo nelle scappatelle notturne avente luogo lo studio dello scultore Richard Waldow.
Quest'ultimo durante il primo incontro con Lily nella libreria della zia, le aveva proposto di posare per lui.
Anche se all'inizio riluttante, la ragazza finisce per superare le sue inibizioni e a posare senza veli per lui.
Col passare del tempo entrambi si innamorano, lui però ad opera compiuta lascia lo studio e Berlino senza preavviso.
Lily rimane sola e con il Barone von Merzbach, suo pretendente, infatuato dalla carica erotica emanata dalla statua.
Non avendo prospettive Lily accetta la proposta di matrimonio del Barone e oltre ad acquisire un nome e una posizione in società, viene anche istruita al canto, alla musica, al francese, alla storia e alla geografia.
Anche se è diventata una lady a tutti gli effetti, si accorge di non sopportare la compagnia dell'alta società e soprattutto i modi goffi del marito.
Un giorno viene a far visita nella loro residenza Richard stesso, con l'incarico di portare loro la statua di Lily che il Barone ha acquistato.
Lily infuriata con Richard per averla lasciata, finge una fuga d'amore nella capanna del giardiniere, suo ammiratore, per far ingelosire Richard.
La capanna però prende fuoco quindi Lily e il giardiniere vengono scoperti sotto lo sdegno dei presenti.
Il marito furibondo la caccia e lei trova come unica soluzione una vita promiscua.
Diventa difatti una prostituta d'alto bordo che si aggira per la sala d'azzardo in cerca di qualche fortunato al gioco che le paghi champagne e sigarette.
Richard in seguito a varie ricerche la trova e la convince a venire ancora una volta nel suo studio, Lily però vede la statua e in un impeto di rabbia la distrugge a martellate.
La statua oltre a ritrarla, mostrava quella spensieratezza e ingenuità presenti al momento che fu scolpita.
Per Lily, gioventù e la prospettiva di una vita felice con il suo amato sono ormai un ricordo lontano e la seconda forse tuttora irrealizzabile.

## Produzione
Il film fu prodotto dalla Paramount Pictures.

## Distribuzione
Distribuito dalla Paramount Pictures, il film uscì nelle sale cinematografiche USA il 19 luglio 1933. Ebbe una distribuzione internazionale: in Austria uscì nello stesso anno come Das Hohe Lied, titolo che venne ripreso anche quando fu trasmesso dalla tv della Germania Federale il 19 aprile 1975 e dalla tv della DDR il 18 dicembre 1983.